# 宮崎県立日南農林高等学校
宮崎県立日南農林高等学校（みやざきけんりつ にちなんのうりんこうとうがっこう）は、宮崎県日南市南郷町に所在した県立の農業高等学校。
2011年（平成23年）3月末に閉校した。

## 概要
歴史
1897年（明治30年）創立の「組合立飫肥農業補習学校」（実業補習学校）を前身とする。1900年（明治33年）に農学校（実業学校）に昇格。1948年（昭和23年）に新制高等学校となった。「宮崎県立日南農林高等学校」（初代）となったのは1951年（昭和26年）。その後1967年（昭和42年）にもとは分校であった宮崎県立南郷園芸高等学校と統合され、「宮崎県立日南農林第二高等学校」が新設され、1969年（昭和44年）「宮崎県立日南農林高等学校」（二代目）に改称。
南那珂地区学区の生徒数減少に伴い2009年（平成21年）からは生徒募集を終了し、その年新設された宮崎県立日南振徳高等学校へその機能を統合し、在校生の卒業した2011年（平成23年）3月に閉校。114年の歴史に幕を下ろした。
設置課程・学科
全日制課程 3学科
- 生物工学科
- 森林科学科
- 福祉科

校訓
「誠実・勤勉・創造」
校章
1967年（昭和42年）に制定。柑橘の葉と実、杉の木を図案化したものを背景にして、中央に「高」の文字を置いている。
校歌
作詞は黒木淳吉、作曲は海老原直による。歌詞は3番まであり、各番に校名の「日南農林高校」が登場する。

## 部活動
旧南郷園芸高校は、第39回全国高等学校ラグビーフットボール大会に出場したが、1回戦敗退に終わった。

## 沿革
宮崎県立日南農林高等学校（初代）
- 1897年（明治30年）10月 - 「組合立飫肥農業補習学校」（実業補習学校）として創立。
- 1899年（明治32年）3月 - 新校舎が完成し、星倉に移転を完了。
- 1900年（明治33年） - 「組合立飫肥農学校」（実業学校）と改称。
- 1917年（大正6年） - 南那珂郡に移管され、「南那珂郡立飫肥農学校」に改称。
- 1922年（大正11年）4月1日 - 宮崎県に移管され、「宮崎県飫肥農学校」に改称。
- 1928年（昭和3年）4月1日 - 「宮崎県立飫肥農学校」に改称。
- 1948年（昭和23年）
  - 4月1日 - 学制改革により、宮崎県立油津水産学校と統合され、新制高等学校「宮崎県立吾田高等学校」が発足。
  - 11月 - 定時制南郷分校を南郷町立南郷小学校内に併設。
- 1949年（昭和24年）4月1日 - 統合により「宮崎県立飫肥高等学校農業課程」（吾田校舎）となる。
- 1950年（昭和25年）
  - 1月1日 - 日南市の発足により「宮崎県立日南高等学校農業課程」に改称。
  - 4月 - 南郷分校の新校舎が南郷町栄松に完成し移転を完了。水産課程が分離し、宮崎県立水産高等学校として独立。
- 1951年（昭和26年）6月1日 - 宮崎県立日南高等学校より農業科が分離し、「宮崎県立日南農林高等学校」（初代[1]）として独立。
- 1957年（昭和27年）4月1日 - 南郷分校が分離し、「宮崎県立南郷園芸高等学校」として独立。
- 1967年（昭和42年）4月1日 - 宮崎県立日南農林第二高等学校の新設に伴い、生徒募集を停止。
- 1969年（昭和44年）3月31日 - 閉校。

宮崎県立日南農林高等学校（二代目）
- 1967年（昭和42年）4月1日 - 公立高等学校の再編が行われる。
  - 日南農林高等学校（初代）と南郷園芸高等学校の2校が統合され、「宮崎県立日南農林第二高等学校」が新設される。
    - 南郷園芸高等学校に併設。
    - 同時に旧2校は生徒募集を停止し、在校生が卒業するまでの間存続されることとなる。
- 1969年（昭和44年）
  - 3月31日 - 日南農林高等学校（初代）と南郷園芸高等学校の2校が閉校。
  - 4月1日 - 「宮崎県立日南農林高等学校」（二代目[1]）に改称。
- 1990年（平成2年）4月1日 - 学科改編により、生物工学科を新設。
- 1991年（平成3年）4月1日 - 学科改編により、森林科学科を新設。
- 1994年（平成6年）4月1日 - 福祉生活科を新設。
- 1997年（平成9年）11月 - 創立100周年記念式典を挙行。
- 2003年（平成15年）4月1日 - 福祉生活科が「福祉科」に改称。
- 2009年（平成21年）4月1日 - 宮崎県立日南振徳高等学校の新設により、生徒募集を停止。在校生が卒業するまでの間、日南農林高等学校は存続。
- 2011年（平成23年）
  - 3月26日 - 閉校記念式典を挙行。
  - 3月31日 - 閉校。閉校後の証明書等の発行事務は、統合先の宮崎県立日南振徳高等学校に移管。

跡地の活用
- 2014年（平成26年）3月 - 跡地に社会福祉法人大樹会により総合福祉施設「南風（はえ）の丘」の運営が開始される。
  - 障害福祉サービス事業・老人デイサービス事業・老人居宅介護等事業・サービス付き高齢者向け住宅事業・太陽光発電事業が行われている[2]。

## 交通
最寄りの鉄道駅
- JR九州 日南線 「南郷駅」

最寄りのバス停
- 日南市コミュニティバス 札之尾-中部病院線（はーとふる号・ジャカランガ号）「上中村」バス停

最寄りの幹線道路
- 国道220号「南郷中央公園入口」交差点

## 周辺
- 南那珂農業改良普及センター
- 日南市立南郷小学校
- 日南市立南郷中学校
- 南郷中央地区公園
- 日南市南郷スタジアム
- 南郷くろしおドーム
- みなと保育園